# Clavulina amazonensis
Clavulina amazonensis é uma espécie de fungo pertencente à família Clavulinaceae.